# Willemia nepalensis
Willemia nepalensis är en urinsektsart som beskrevs av D'Haese och Wanda M. Weiner 1998. Willemia nepalensis ingår i släktet Willemia och familjen Hypogastruridae. Inga underarter finns listade i Catalogue of Life.